# 콘라트 라이머
콘라트 라이머(독일어: Konrad Laimer, 1997년 5월 27일 ~ )는 오스트리아의 축구 선수로 포지션은 미드필더이다. 현재 분데스리가의 바이에른 뮌헨과 오스트리아 축구 국가대표팀에서 뛰고 있다.

## 클럽 경력
라이머는 2014년 5월 2일 SV 호른과의 에르스테 리가 경기에서 프로 데뷔전을 가졌다.
2017년 6월 30일 라이머는 분데스리가의 RB 라이프치히와 4년 계약을 맺었다.

### 바이에른 뮌헨

#### 2023-24 시즌
라이머는 얀 조머가 바이에른 뮌헨을 떠나 FC 인테르나치오날레 밀라노로 이적하면서 등번호를 24번에서 27번으로 변경했다.